# Museum Weesp

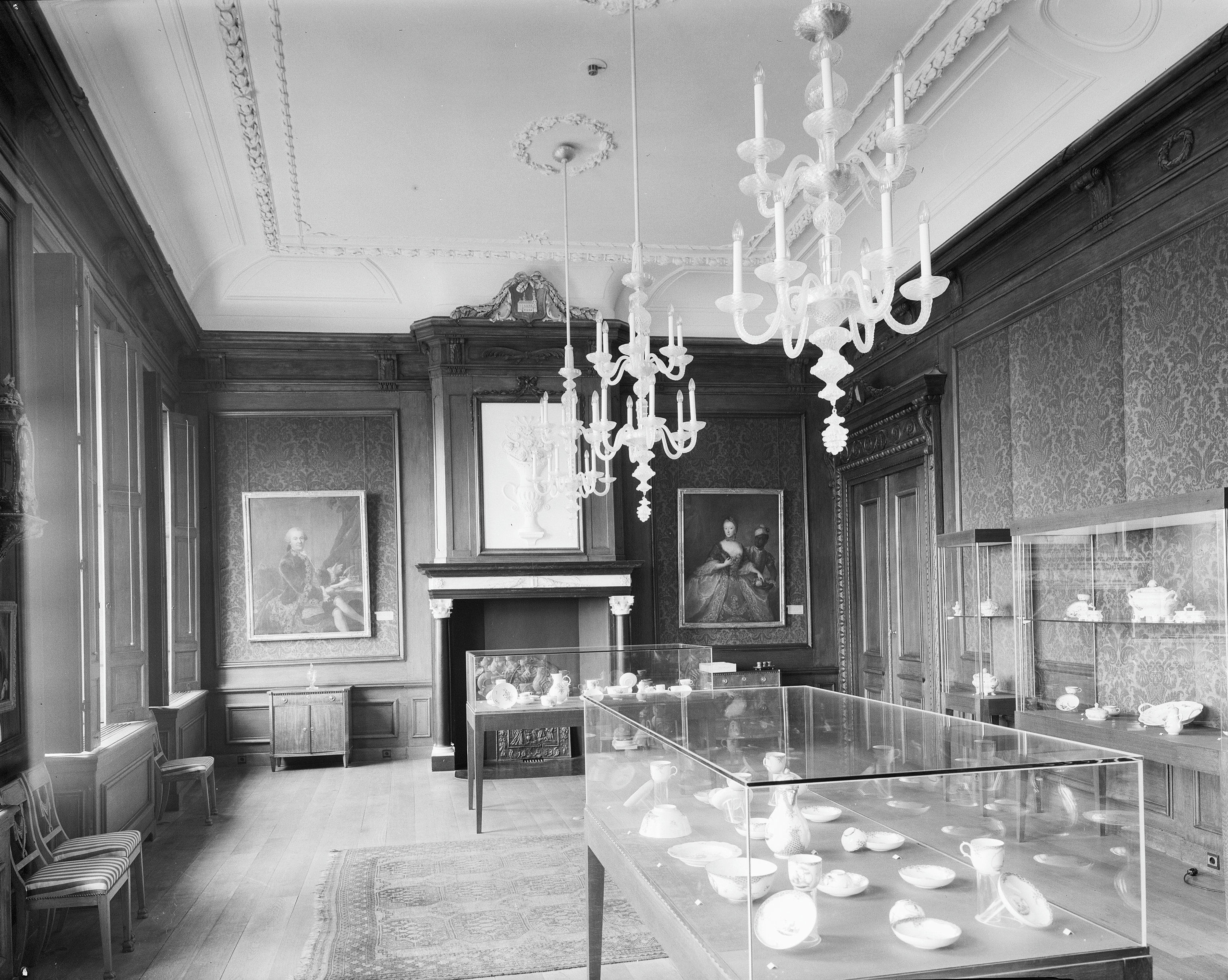
Museumzaal

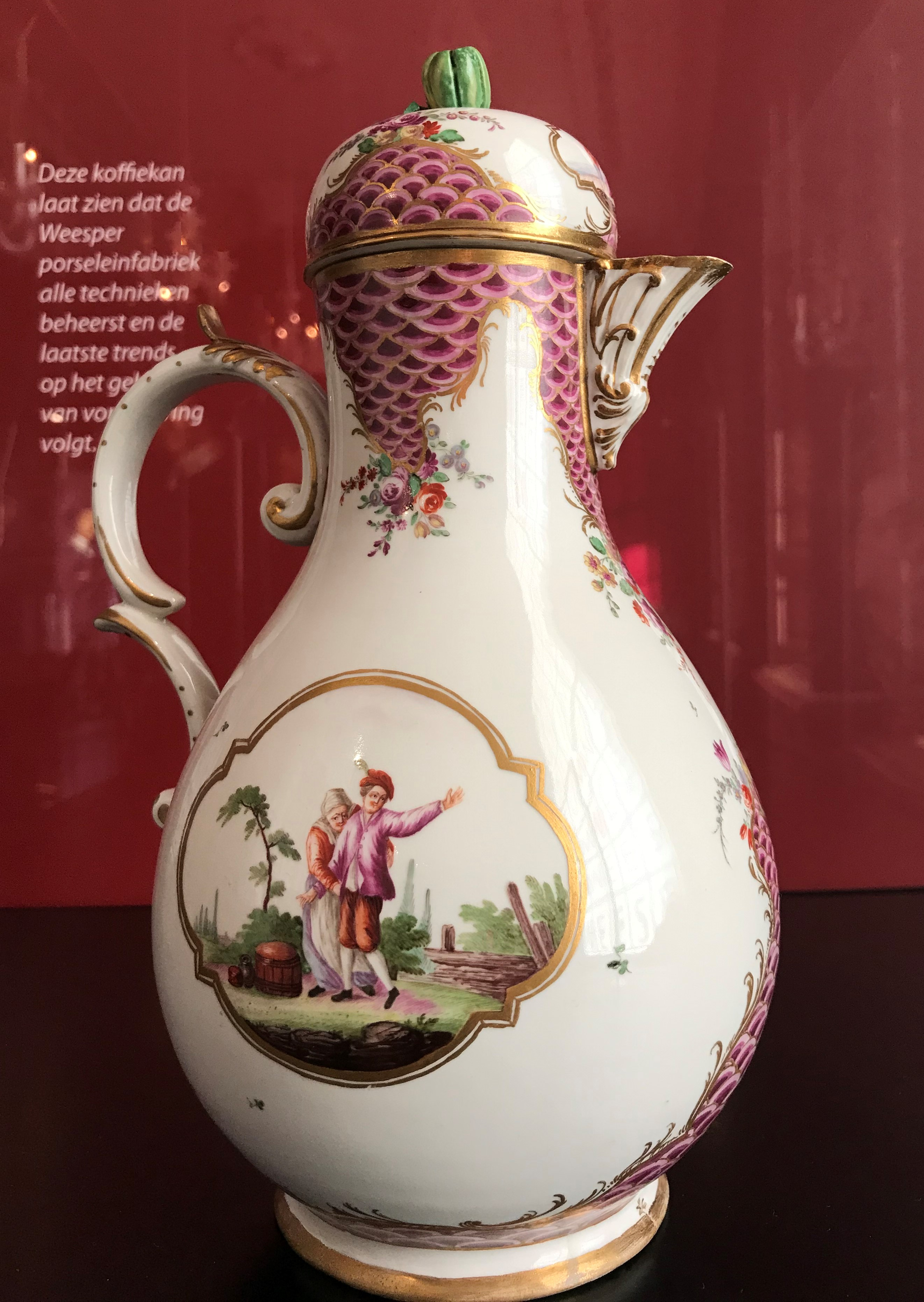
Koffiekan van de Weesper porseleinfabriek

Museum Weesp bevindt zich op de tweede verdieping van het Stadhuis van Weesp in de Nederlandse provincie Noord-Holland.
Het belicht de geschiedenis van Weesp, waarvan de geschiedenis samenhangt met porselein, cacao en fietsen. Het museum begon in 1911 als oudheidskamer binnen het stadhuis. In 1974 werd dit tot museum na een schenking porselein, die werd verkregen uit de nalatenschap van Baron F. van Heeckeren van Waliën.

## Collectie

### Geschiedenis van Weesp
Er zijn vondsten te zien die werden aangetroffen bij het onderzoek van de ijzertijdnederzettingen bij Aetsveld. Tot de topstukken behoort een liturgische schenkkan uit de 13e of 14e eeuw, een kannetje dat priesters gebruikten bij het toedienen van sacramenten.

### Porselein
In 1757 begon aan de Kromme Elleboogsteeg te Weesp een fabriek voor de fabricage van porselein en aardewerk. Het was daarmee het eerste porselein dat gemaakt werd in Nederland. In 1759 nam graaf Van Gronsveld-van Diepenbrock-Impel de porseleinfabriek over. Hij trok modelleurs en schilders uit het buitenland aan en de porseleinen producten vonden een markt in de hogere kringen. Het porselein kreeg zijn merkteken, twee gekruiste degens en drie bollen, geënt op zijn familiewapen. Ondanks dit succes ging de fabriek in 1769 failliet. Het Hollands porselein uit de 18e eeuw en begin 19e eeuw vormt de hoofdcollectie van het museum. In Weesp werd namelijk tussen 1759 en 1768 het eerste porselein van Nederland geproduceerd. Het porselein bevindt zich in de vroegere vroedschapskamer.

### Cacao
Weesp is ook bekend van cacao, dankzij de daar gevestigde firma van Houten. Het museum toont permanent reclamemateriaal van Van Houten Cacao, zoals affiches, wikkels, foto's, boeken en verpakkingen.

### Fietsenfabriek
De fabricage van fietsen van NV Magneet Rijwielfabriek Velleman & Verdoner startte in 1928 aan de Groenesingel. In 1969 werd deze fabriek overgenomen door Batavus waarmee de productie van fietsen in Weesp ten einde kwam.